# Vinbergs kyrkby
Vinbergs kyrkby è un'area urbana della Svezia situata nel comune di Falkenberg, contea di Halland.
La popolazione rilevata nel censimento 2010 era di 208 abitanti .